# 圓翅野鯪
圓翅野鯪，為輻鰭魚綱鯉形目鯉科野鯪屬的其中一個種。該物種分布於非洲剛果河中游及烏班基河流域，體長可達10.8公分。

## 扩展阅读
維基物種上的相關：圓翅野鯪